# Wiktor Poletajew
Wiktor Jewgienjewicz Poletajew (ros. Виктор Евгеньевич Полетаев; ur. 27 lipca 1995 w Czelabińsku) – rosyjski siatkarz grający na pozycji atakującego, reprezentant Rosji. 

## Sukcesy klubowe
Mistrzostwo Rosji:
- 2014[1], 2015, 2016, 2019
- 2021
- 2020

Puchar Rosji:
- 2014, 2015

Liga Mistrzów:
- 2015, 2016

Klubowe Mistrzostwa Świata:
- 2015

Superpuchar Rosji:
- 2015, 2019

Puchar CEV:
- 2021

## Sukcesy reprezentacyjne
Mistrzostwa Europy Kadetów:
- 2013

Mistrzostwa Świata Kadetów:
- 2013

Olimpijski Festiwal Młodzieży Europy:
- 2013

Mistrzostwa Świata Juniorów:
- 2013

Mistrzostwa Europy Juniorów:
- 2014

Igrzyska Europejskie:
- 2015[2]

Liga Narodów:
- 2018, 2019

Memoriał Huberta Jerzego Wagnera:
- 2018

Igrzyska Olimpijskie:
- 2020

## Nagrody indywidualne
- 2013: MVP Mistrzostw Europy Kadetów
- 2013: Najlepszy atakujący Mistrzostw Świata Kadetów
- 2013: Najlepszy atakujący Olimpijskiego Festiwalu Młodzieży Europy
- 2013: MVP Mistrzostw Świata Juniorów[3]